# Urriðavatn
Der Urriðavatn (isländisch urriða:  Forellen, isländisch vatn: See – also Forellensee) ist ein eher kleiner See im Osten von Island.
Er liegt östlich von Egilsstaðir und Fellabær.
Sein Südufer reicht bis an die Ringstraße .
An seinem Ostufer verläuft der Hróarstunguvegur .
Der Abfluss des Sees fließt in das Lagarfljót.
Selbst bei strengem Frost blieben Eislöcher (isländisch vök) im sonst zugefrorenen See.
So entdeckte man im See warme Quellen, die jetzt Fernwärme nach Fellabær und Egilsstaðir liefern sowie für das Schwimmbad Vök Baths genutzt werden.
Es wurde im Juli 2019 eröffnet und verfügt unter anderem über zwei schwimmende Pools im Urriðavatn.
Nicht zu verwechseln ist der See mit dem in Garðabær im Hauptstadtgebiet gelegenen See Urriðakotsvatn, der auch Urriðavatn oder Urriðakotstjörn genannt wird.